# Childéric al II-lea
Childéric al II-lea (n. 655 d.Hr. – d. 675 d.Hr., Chelles, Imperiul Franc) a fost rege al francilor din Austrasia din 662 până în 673, apoi rege al tuturor francilor din 673 până în 675.

## Biografie
Născut în jurul anului 655, a fost fiul cel mai mic al regelui Clovis al II-lea și al reginei Bathilde. A urcat pe tronul Austrasiei la vârsta de 8 ani. Regența puterii este exercitată de consilierul său, Majordomul Palatului Wulfoald.
În 673, după detronarea fratelui său, Theuderic al III-lea, Childéric a unificat regatele francilor, Neustria și Austrasia, sub sceptrul său. Acesta și-a plasat fratele în mănăstirea Saint-Denis pentru a-l proteja de cei care l-au răsturnat. L-a ales pe episcopul Léger din Autun ca sfetnic spiritual.
În 674, episcopul a dezaprobat căsătoria regelui cu verișoara sa, Bilichilde, și l-a criticat aspru pe rege. Furios, Childéric l-a închis pe Léger în mănăstirea Luxeuil. Cu un caracter generos și impulsiv, regele nu s-a bucurat de unanimitate printre marii nobili.
În 675, Neustria organizează o conspirație pentru a-l asasina pe rege. Șeful complotului se numește Bodilon, un nobil franc pe care regele ordonase să fie bătut la un stâlp. Împreună cu prietenii săi Ingobert și Amalbert, Bodilon profită de faptul că regele vânează pentru a-l ucide pe acesta și pe soția sa, regina Bilichilde, care era însărcinată. Aflând acest lucru, consilierii regelui - conduși de Wulfoald - fug în Austrasia. Regele Childéric avea doar 20 de ani și nu lasă niciun moștenitor. Fratele său, Theuderic al III-lea, îi succede.

## Mormântul lui Childeric al II-lea
În secolul al XVII-lea, în Abația Saint-Germain-des-Prés, statui culcate de stil gotic marcau locul mormintelor lui Childebert I, Ultrogothe, Chilperic I, Frédégonde, Clotaire al II-lea, Bertrude, Childéric II, Bilichilde și a fiului lor. În anii 1645 și 1646, lucrările din biserică au dus la refacerea pardoselii și la descoperirea de noi morminte. Noi lucrări în 1656, în timpul amenajării băncilor, au dus la mutarea statuilor și a sarcofagelor. În 1656, s-a constatat că unele morminte fuseseră jefuite, dintre care unele fuseseră văzute intacte în 1645. Atunci i s-a atribuit regelui Childéric II un sarcofag cu o bogată mobilă funerară masculină, deoarece curățarea mormântului a permis descoperirea unei inscripții gravate cu CHILDR REX în dreptul capului.